# Parti socialiste unifié (Frankrijk)

Logo

De Parti socialiste unifié (PSU) was een politieke partij in Frankrijk, die dertig jaar heeft bestaan. Het was een socialistische partij. De partij werd op 3 april 1960 opgericht en op 7 april 1990 opgeheven. De partij bevond zich in het politieke spectrum tussen de Section Française de l'Internationale Ouvrière en de Franse Communistische Partij.

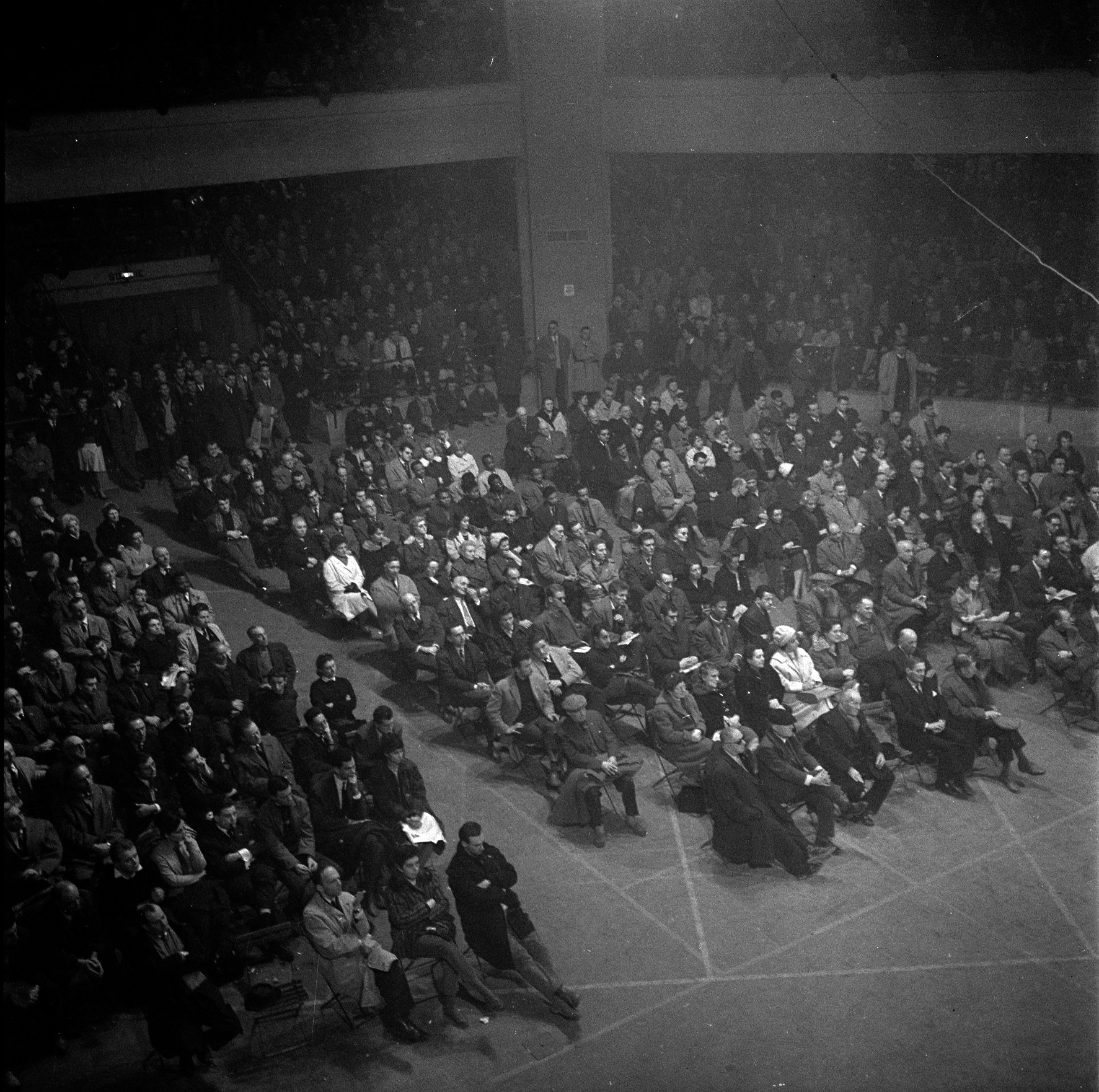
vergadering in 1962

De Parti socialiste unifié ontstond uit een fusie van de Parti Socialiste Autonome, de Union de la Gauche Socialiste en een groep geïnspireerd door dissidenten van de Communistische Partij. Édouard Depreux was de eerste voorzitter. Hij bekleedde die functie tot 1967 en werd door Michel Rocard opgevolgd. De PSU had bij de presidentsverkiezingen van 1965 de socialist François Mitterrand gesteund en deed dat bij de verkiezingen van 1974 weer. Rocard was tot 1973 voorzitter, maar kwam daarna, in 1974 met het voorstel dat de PSU zich bij de Parti socialiste (PS) zou aansluiten. Dit leidde tot een controverse, waarvan het resultaat was dat Rocard de partij verliet en lid werd van de PS. Het voorstel werd niet aangenomen. Huguette Bouchardeau was tussen 1979 en 1981 voorzitter en voor de PSU kandidaat voor de presidentsverkiezingen van 1981. De PSU ging aan het einde van haar bestaan in Les Verts op.
De Parti socialiste unifié won tot en met de parlementsverkiezingen van 1973 een aantal zetels in de Assemblée nationale: twee in 1962, vier in 1967, geen in 1968 en een in 1973.